# Landhaus Wolde, Villa Schotteck
Das Landhaus Wolde, Villa Schotteck (auch Haus Schotteck) befindet sich in Bremen, Stadtteil Burglesum, Ortsteil St. Magnus, Am Kapellenberg 3/3A, in Knoops Park. Das Wohnhaus entstand bis 1894 nach Plänen von Konrad Reimer und Friedrich Körte (beide Berlin).
Garten und Haus stehen seit 2009 unter Bremer Denkmalschutz.

## Geschichte
Der 65 Hektar große Knoops Park an der Lesum, benannt nach dem Bremer Kaufmann Baron Ludwig Knoop (1821–1894) wurde nach Plänen von Gartenarchitekt Wilhelm Benque ab 1871 um Schloss Mühlenthal (Abriss 1933) angelegt. Er wird heute als öffentlicher Park genutzt. 1878 kaufte Knoop das Areal, auf dem die Villa Schotteck später errichtet wurde.

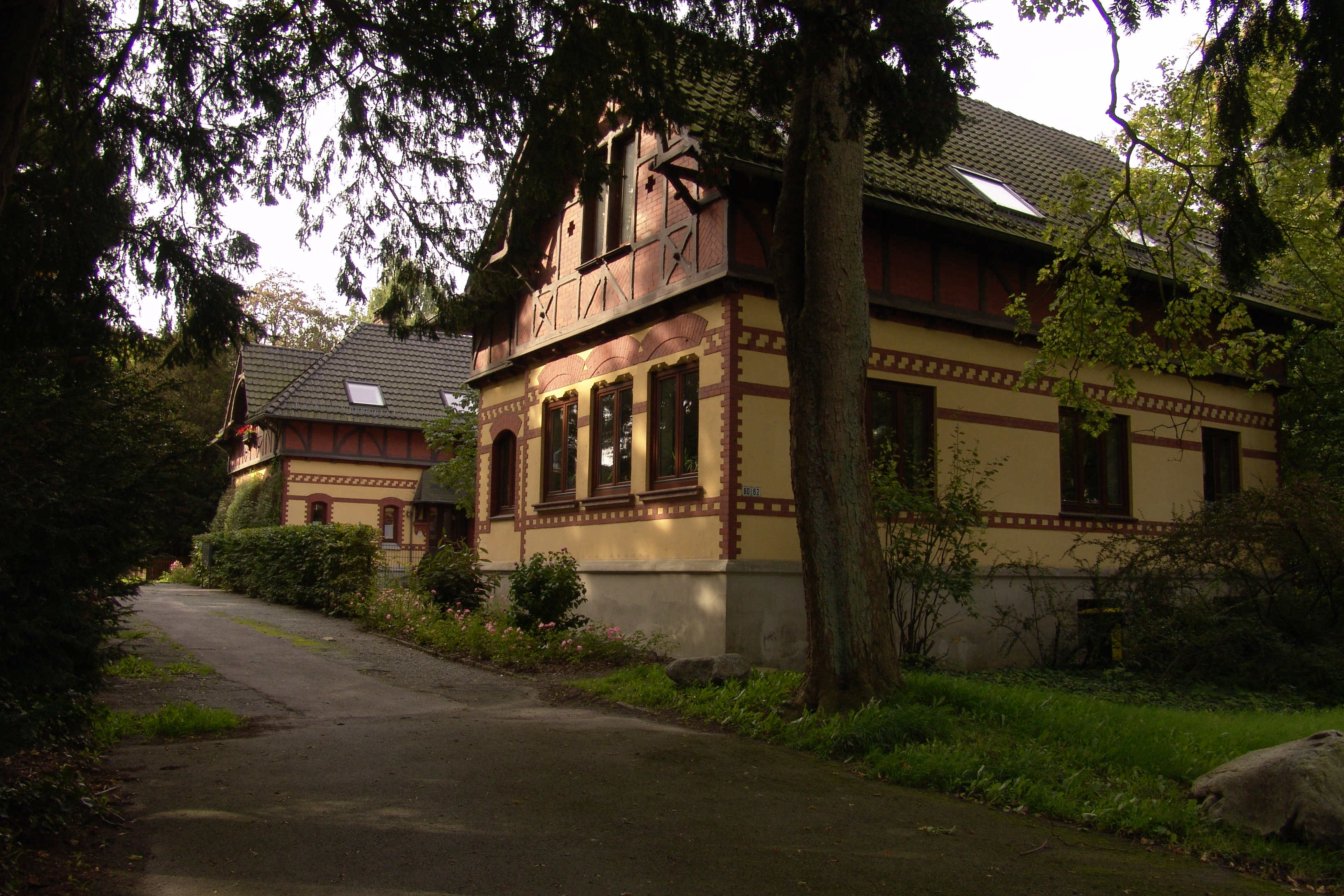
Hofmeierhaus Haus Schotteck

Hofmeierhaus Haus Schotteck Am Kapellenberg 1, 1a-c: 1891 war ursprünglich das eingeschossige  Hofmeierhaus an der Auffahrt zum Hauptgebäude nach Plänen von Christian Bummerstedt (1857–1891, Bremen) entstanden.  Die ein- und zweigeschossige, verklinkerte, sehr differenzierte, in U-Form stehende Gebäudeanlage besteht aus zwei quadratischen Eckflügeln (Wohn- und Stallflügel) mit Drempelgeschoss im Landhaus- und Schweizerhausstil mit Zierfachwerk und hölzernen Giebelhängewerken, die durch einen Remisenflügel verbunden sind. 
Das Landesamt für Denkmalpflege Bremen schrieb zum Hofmeierhaus: „....Bummerstedt entwarf ein malerisch aufgefasstes, gut proportioniertes eingeschossiges Gebäude im zeittypischen ..., beliebten, ... Schweizerhaussti ... Durch Materialvielfalt ist eine lebhafte Polychromie erzeugt: Das verputzte und gelblich gestrichene Erdgeschoss wird durch Zierbänder und gemauerte Segmentbogen-Fensterstürze aus rotem Backstein belebt, das Drempelgeschoss zeigt braun gestrichenes Fachwerk mit Füllungen aus ornamental vermauerten roten Backsteinen;...“
Villa Schotteck neben der Villa Lesmona: Bedingt durch den Tod des Architekten wurde das Hauptgebäude nach einem Wettbewerb nun von den Berliner Architekten Reimer und Körte geplant. Sie wurde als eine der drei „Tochterresidenzen“ von Schloss Mühlenthal in der Epoche des Historismus 1892/1894 für den Bankier Johann Georg Wolde (1846–1911) und seine Frau Adele (1852–1932), eine Tochter von Baron Ludwig Knoop, gebaut. Villa Schotteck mit Walmdächern und Krüppelwalmdach, Loggien, dreigeschossigem Risalit, Turmerker und zweigeschossigem Verbindungsbau ist vom Stil des englischen Landhausbaus und vom Queen-Anne-Stil beeinflusst. Die Holzverzierungen im Innern wurden vom  Architekten Rudolf Alexander Schröder entworfen. Er plante 1910 auch das Rosarium, die beiden barocken Brunnentröge vor der Terrasse und das Seerosenbecken.

Hauptgebäude, Hofmeierhaus und Park bilden ein übergreifendes Ensemble. Schotteck war der Spitzname von Georg „Schotte“ Wolde, da er sehr geizig war. Er war Teilhaber der Geldwechselfirma Schulze und Wolde, die 1929 in der Deutschen Bank aufging.
Das Ehepaar Wolde hatte in der Villa Schotteck eine umfangreiche Sammlung von Bildern von u. a.  Delacroix, Corot, Renoir, Trübner und Liebermann, der Adele auch 1911 porträtierte. Einige der Bilder befinden sich heute in der Kunsthalle Bremen.
Villa Schotteck sowie die Landsitze Haus Kränholm und Albrechtsburg wurden von Töchtern des Barons Knoop mit ihren Familien bewohnt. Ein Umbau der Gebäude erfolgte 1910/11 nach Plänen von Rudolf Alexander Schröder. 1979  wurden die Häuser restauriert.
Während des Zweiten Weltkrieges war in der Villa eine NSV - Schule. Später wurde hier eine Tbc Klinik, dann eine Auffangstation für Pockenfälle und danach ein Heim für Behinderte untergebracht. Heute (2018) wird die Gebäudeanlage durch die Agentur Gecko als Zentrale eines beruflichen Schulungszentrums genutzt.